# 蒙洛
蒙洛（法語：Montlaux，法語發音：[mɔ̃lo]）是法国上普罗旺斯阿尔卑斯省的一个市镇，属于福卡尔基耶区。

## 地理
蒙洛（44°2'49"N, 5°50'40"E）面积19.75 平方千米，位于法国普罗旺斯-阿尔卑斯-蓝色海岸大区上普罗旺斯阿尔卑斯省，该省份为法国东南部内陆省份，北起上阿尔卑斯省，西接沃克吕兹省，西北接德龙省，南至瓦尔省，东临滨海阿尔卑斯省，东北部与意大利接壤。
与蒙洛接壤的市镇（或旧市镇、城区）包括：克吕伊 (上普罗旺斯阿尔卑斯省)、马勒富加斯-欧热斯、佩吕、勒韦斯圣马尔坦、圣艾蒂安莱索尔格、锡贡斯。

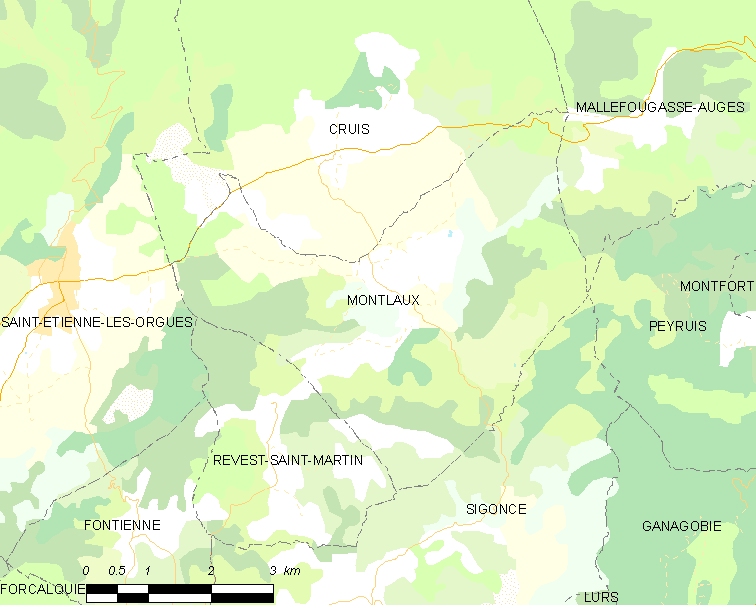
蒙洛的OSM定位图

蒙洛的时区为UTC+01:00、UTC+02:00（夏令时）。

## 行政
蒙洛的邮政编码为04230，INSEE市镇编码为04130。

## 政治
蒙洛所属的省级选区为福卡尔基耶县。

## 人口

1962-2008年间蒙洛人口变化图示

蒙洛于2022年1月1日时的人口数量为211人。